# Mommu
Cesarz Mommu (jap. 文武天皇 Mommu tennō; ur. 683, zm. 707) — 42. cesarz Japonii, według tradycyjnego porządku dziedziczenia.
Przed wstąpieniem na tron nosił imię książę Karu (jap. 珂瑠皇子 Karu no ōji).
Mommu panował w latach 697–707.
Mauzoleum Mommu znajduje się w Nara. Nazywa się Hinokuma no Akono-oka-no-e no misasagi.